# Psallus ambiguus
Psallus ambiguus ist eine Wanzenart aus der Familie der Weichwanzen (Miridae).

## Merkmale
Die Wanzen werden 3,8 bis 4,9 Millimeter lang. Die Gattung Psallus umfasst kleine, häufig rot, grau oder dunkelbraun gesprenkelte Wanzen, bei denen das Pronotum und die Hemielytren mit blassen, schuppenartigen Härchen bedeckt sind und bei denen die Dornen der Schienen (Tibien) aus schwarzen Punkten entspringen. Die Arten der Gattung können häufig nur schwer oder gar nicht anhand äußerer Merkmale unterschieden werden. Meist kann man die Arten jedoch anhand der Wirtspflanze eingrenzen. Psallus ambiguus ist verhältnismäßig groß und besitzt ein schwarzes erstes und blasses drittes Fühlerglied. Bei den Männchen ist das zweite Fühlerglied schwarz, bei den Weibchen ist es teilweise auf der basalen Hälfte blass gefärbt. Ihre Grundfarbe ist sehr variabel und reicht von hell braunrot bis braunschwarz.

## Vorkommen und Lebensraum
Die Art ist in Europa, südlich bis in den Norden des Mittelmeergebietes und östlich bis Kleinasien und das Kaukasusgebiet verbreitet. In Deutschland und
Österreich tritt die Art überall auf und ist meist häufig. Besiedelt werden trockene und feuchtere Lebensräume mit mehr oder weniger starker Beschattung.

## Lebensweise
Psallus ambiguus lebt auf vielen verschiedenen Laubgehölzen, bevorzugt aber Rosengewächse (Rosaceae), wie Äpfel (Malus), Weißdorne, (Crataegus), Birnen (Pyrus), Schlehdorn (Prunus spinosa) und Vogelbeere (Sorbus aucuparia). Seltener findet man sie an Erlen (Alnus), Weiden (Salix), Birken (Betula), Eichen (Quercus) und anderen. Sie ernähren sich aber auch räuberisch und gelten dadurch im Obstbau wegen der Bekämpfung von Spinnmilben, Blattläusen, Blattflöhen und auch Raupen von Schmetterlingen als Nützlinge. Die Nymphen kann man von Ende April bis Anfang Mai, die Imagines von Ende Mai bis Anfang August beobachten.

## Belege